# Valentina Kevlian
Valentina Kevlian född den 11 mars 1978 i Plovdiv, Bulgarien, är en bulgarisk före detta gymnast.
Hon tog OS-silver i rytmisk gymnastik för trupper i samband med de olympiska gymnastiktävlingarna 1996 i Atlanta.